# Al Kilgore
Al Kilgore (19 décembre 1927, Newark, New Jersey - 15 août 1983, New York) était un artiste américain qui travailla comme auteur de bande dessinée et réalisateur. 

## Biographie
Al Kilgore  naît le 19 décembre 1927. Il finit ses études à l' Art Career School en 1951., il commence à travailler dans les comics. Il est surtout connu pour ses adaptations en comic strip ou comic book de dessins animés. Entre 1962 et 1964 il dessine le strip Rocky & Bullwinkle. Il travaille ensuite pour Dell Comics et Gold Key Comics sur les comics Rocky and His Friends, Bullwinkle Mother Moose Nursery Pomes et Bullwinkle and Rocky. Il travaille ensuite pour la télévision aux studios Hal Roach où il écrit des scénarios, compose des musiques ou réalise des dessins animés. Il meurt le 15 août 1983 à New York.

## Prix
- 1972 : Té d'argent de la National Cartoonists Society